# Ftía de Macedonia
Ftía (en griego: Φθια; vivió en el siglo III a. C.) fue una hija de Alejandro II (272–260 a. C.), rey de Epiro, que se casó con Demetrio II (239–229 a. C.), rey de Macedonia. El matrimonio fue arreglado por su madre Olimpia, quien anhelaba la seguridad del poder acercándose al rey de macedonia promocionando a su hija al trono de Epiro, tras la muerte de su marido Alejandro.